# Brasileños

Bandera de Brasil.

Los brasileños o brasileros (en portugués brasileiros, AFI: /bɾaziˈlejɾus/) son los ciudadanos de Brasil. Un brasileño también puede ser el hijo de un padre brasileño, o con un tutor legal de esta nacionalidad, nacido en el extranjero, así como una persona que adquirió la ciudadanía brasileña. Brasil es una sociedad multiétnica, razón por la cual la mayoría de sus habitantes no asocia su nacionalidad con una etnia en particular.[cita requerida] El censo de 2022 indicó que la población del país es de 203 millones de habitantes.
Durante gran parte del siglo XVI se dio el nombre de «brasileños» a los comerciantes portugueses de palo de Brasil, designación que era exclusiva de quienes practicaban esta profesión. Con el tiempo esta denominación se extendió a los criollos brasileños de ascendencia portuguesa y a los residentes del Estado del Brasil (1530–1815).

## Definición
De acuerdo con la Constitución de Brasil, un ciudadano brasileño es:
- cualquier persona nacida en Brasil, aunque sea hijo de padres extranjeros, a menos que estuvieran al servicio de un Estado extranjero (como los diplomáticos);
- aquel que tenga al menos un padre brasileño y su nacimiento se registre en una embajada o consulado de Brasil, igualmente si su nacimiento no fue registrado pero, después de cumplir 18 años, se fue a vivir a Brasil;
- un extranjero residente en Brasil que solicitó y fue aceptado como ciudadano.

Según la Constitución, todas las personas que poseen la ciudadanía brasileña son iguales, independientemente de su raza, etnia, género o religión.
Un extranjero puede solicitar la ciudadanía brasileña después de vivir durante cuatro años ininterrumpidos en el país y debe poder hablar portugués. Un nativo de un país donde el portugués sea lengua oficial (Portugal, Angola, Mozambique, Cabo Verde, Santo Tomé y Príncipe, Guinea-Bisáu y Timor Oriental) puede solicitar la nacionalidad después de solo un año ininterrumpido de residencia. Una persona nacida en el extranjero que posea la ciudadanía tiene exactamente los mismos derechos y deberes que el ciudadano brasileño por nacimiento, pero no puede ocupar algunos cargos públicos especiales como la Presidencia de la República, Vicepresidencia de la República, Ministro (secretario) de Defensa, Presidencia (portavoz) del Senado, Presidencia (portavoz) de la Cámara de Representantes, oficial de las Fuerzas Armadas y diplomático.

## Origen y evolución del pueblo brasileño

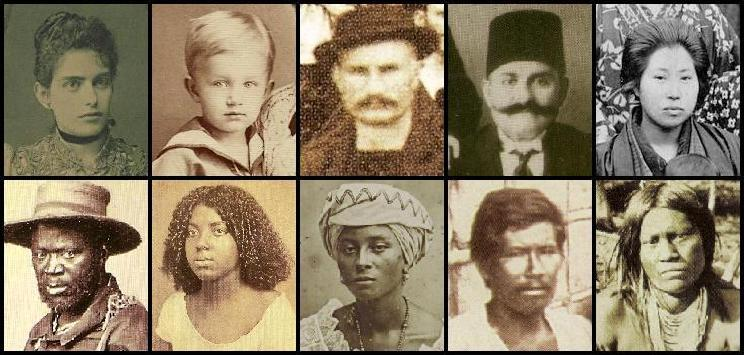
El pueblo brasileño es multiétnico. Primera fila: blancos (de origen portugués, alemán y italiano respectivamente) y árabe y japoneses. Segunda fila: afrobrasileños, pardos (cafuzo, mulato y caboclo, respectivamente) e indígenas.

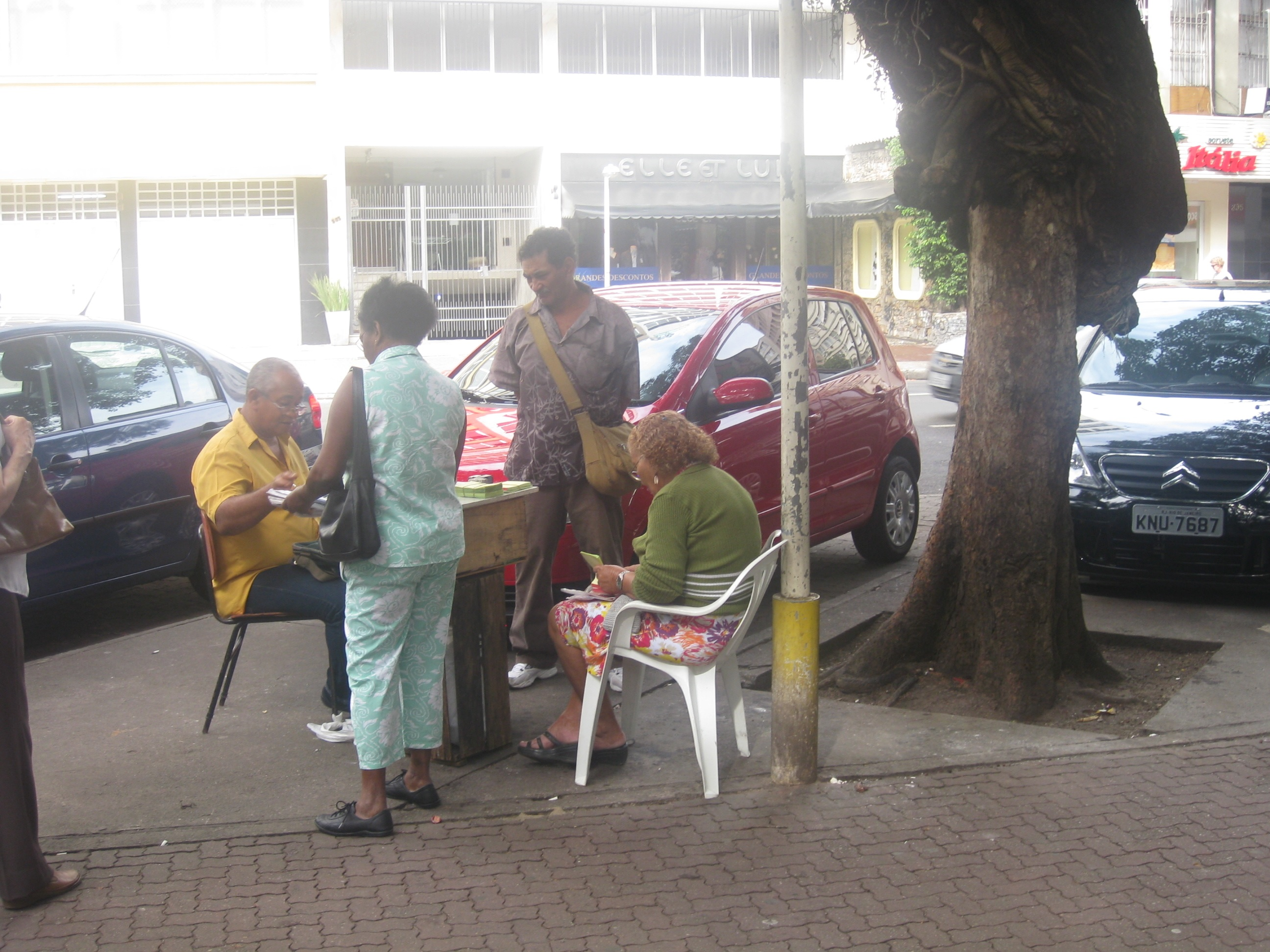
Grupo de brasileños en Río de Janeiro.

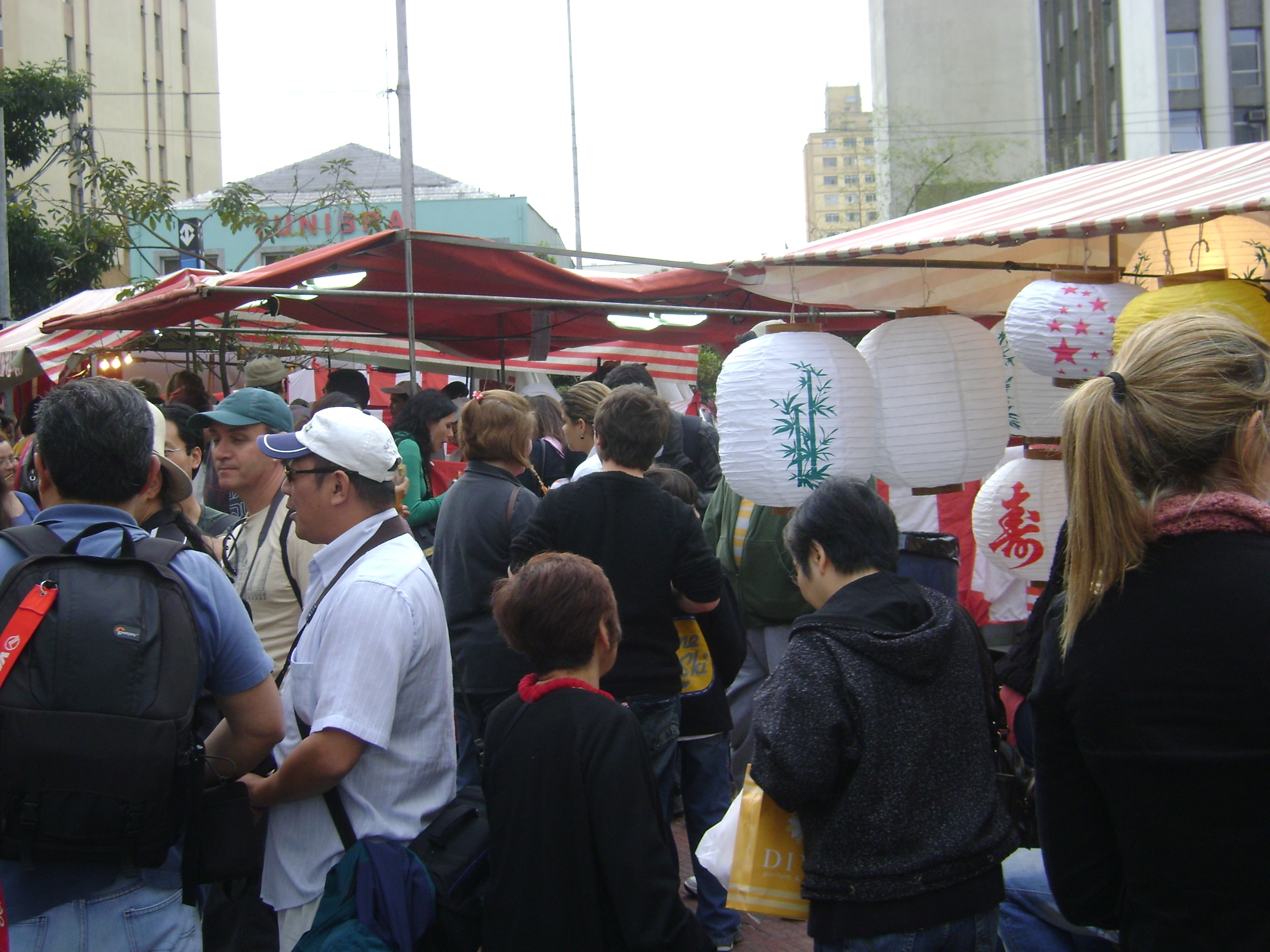
Grupo de brasileños en São Paulo.

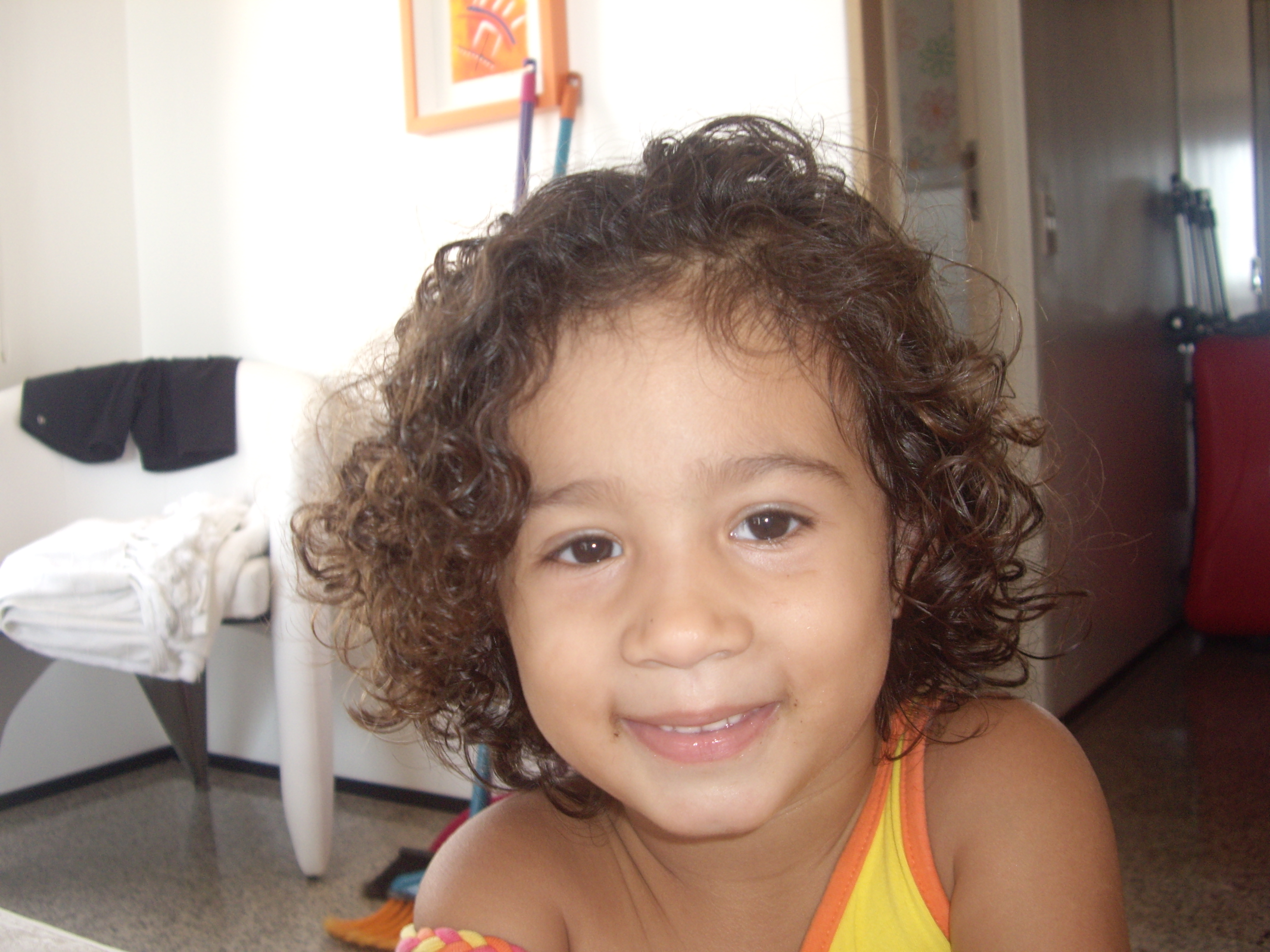
Niña brasileña.

La sociedad brasileña actual está conformada mayoritariamente por descendientes de inmigrantes europeos, esclavos africanos y nativos indígenas, con aportes de Medio Oriente y Asia. El término «brasileño» no existía antes del siglo XVI, por lo que su historia comienza con la colonización portuguesa de Brasil.

### Colonización portuguesa
Según una estimación realizada en 2002, el actual territorio brasileño estaba habitado por 5 millones de amerindios antes de la llegada de los europeos en el siglo XVI. Otras estimaciones citan entre 2 y 4 millones.
Los primeros colonos portugueses llegaron en 1531, atraídos inicialmente por la explotación de la madera del palo del Brasil y luego extendiendo las plantaciones de caña de azúcar. Este proceso produjo una acusada disminución de la población nativa debido a varios factores: epidemias, víctimas de ataques de los bandeirantes, de los exploradores o desplazados por el avance de las plantaciones. En 1819 la población indígena se había reducido hasta las 800 000 personas, el 18,2% de la población total. La falta de suficiente mano de obra incentivó a que, a partir de 1550, comenzase la importación de mano de obra esclava africana. A comienzos del siglo XIX, Brasil era la región americana con mayor número de esclavos, unos 2 millones.
Durante todo el periodo colonial, unos 724 000 colonos portugueses se fueron a vivir al territorio, lo cuales eran en su mayoría hombres. De hecho, hasta 1534 ninguna mujer europea se asentó allí, lo que produjo una proliferación de mestizos, hijos de colonos y mujeres nativas. Esta situación motivó a que los jesuitas le pidieran al rey de Portugal que enviara a las huérfanas bajo tutela real para casarse con los colonos, las cuales eran conocidas como órfãs d'El-Rei («huérfanas del rey»). Esto fue atendido en cinco oportunidades por la Corona entre 1551 y 1609.
Pese a todo, durante el siglo XVI, la proporción entre hombres y mujeres de cualquier etnia era de 2,8. Esta disparidad causó que se relajaran las normas sociales respecto a los matrimonios. Y, a diferencia de Estados Unidos donde se llegó a aplicar la regla de una gota, en Brasil los mestizos, caboclos y mulatos fueron bien recibidos, siendo incluso considerados como «puentes» entre diferentes sectores de la sociedad, permitiendo que expresiones culturales de diferentes orígenes, como la música y el baile, se fundieran y mezclaran.
Durante los tres siglos de dominio colonial, el portugués y las lenguas indígenas, principalmente el tupí, convivieron en la sociedad brasileña. Hacia 1694 no se registraba un uso significativo del portugués en São Paulo y, hasta 1755, no lo hay en Pará y Marañón. Hacia la mitad del siglo VIII ya un cuarto de la población lo hablaba y, para la segunda mitad del siglo XIX, no se registra un uso significativo de las lenguas nativas. A diferencia de Paraguay, donde predomina el bilingüismo, en Brasil desde el siglo XX la mayor parte de la población solo habla portugués.
En 1815 se estimó que el pueblo brasileño estaba compuesto por: 500 000 indios bravos, 100 000 indios mansos, 1 000 000 de esclavos (entre negros y mulatos), 80 000 negros libres, 800 000 mestizos y 820 000 blancos. Otras estimaciones acercan la cifra de esclavos a los 2 000 000. En 1818 se realizó un ajuste hasta los 800 000 indios bravos, pero esta cifra fue estimada, no pudo ser calculada directamente. En aquel año, el 99% de la población era analfabeta.

### Inmigración masiva y «blanqueamiento racial»

Principales países de origen de los inmigrantes europeos entre 1877 y 1930
1st
2nd
3rd
4th

Con el fin del comercio atlántico de esclavos en 1850 surgió una nueva normativa sobre la propiedad de la tierra que tenía como fin facilitar el acceso de la misma a los extranjeros. Esto inició una nueva etapa en la historia de la sociedad brasileña: la inmigración masiva, la cual fue especialmente relevante entre 1870 y 1930. Junto con la abolición de la esclavitud en 1888 surgió una política estatal de blanqueamiento racial que tenía por finalidad diluir la presencia de la raza negra en la sociedad.
Se estima que, entre 1821 y 1932, Brasil recibió 4 431 000 inmigrantes europeos, incluida una próspera población judía. Entre 1890 y 1930 la población creció un 160% y la afluencia de inmigrantes un 500%, siendo en su mayoría italianos y alemanes. Desde 1908 fue significativa la inmigración japonesa. Además se estableció una comunidad de árabes cristianos que huían de las persecuciones religiosas en el Imperio otomano.
El 75% de los inmigrantes de este periodo fueron europeos latinos, principalmente españoles, italianos y portugueses. Esta desproporcionada inmigración europea produjo un gran cambio social: en 1872 el 38,14% de la población se autodefinía como «blanca», para 1940 sumaban el 63,5%. A nivel cultural, uno de los mayores aportes fue la mezcla de idiomas, que enriqueció el vocabulario del portugués brasileño.

### Tiempos recientes
En la sociedad brasileña, la raza se determina por la apariencia y no la ascendencia y, a su vez, está íntimamente ligada al estrato social. Por lo que entre 1950 y 1980 se dio el caso de que personas de piel más oscura fueron migrando, en los sucesivos censos, a las categorías más claras. Así, personas que eran identificadas como negros se reclasificaron como pardos y pardos como blancos, creando un crecimiento artificial de estas dos últimas categorías.
Desde mediados de 1970 llegó al país una segunda oleada de inmigración árabe motivada por la inestabilidad de la región, los cuales se caracterizan de la primera por su religión islámica. La comunidad más numerosa es la palestina seguida de la siria y la libanesa.

## Estudios genéticos
Sobre la población brasileña se realizaron varios estudios con la intención de determinar su genealogía genética. Los mismos han mostrado que la demografía se puede explicar a través de componentes europeos, africanos y nativo americanos.

### Estudios autosómicos
Varios estudios autosómicos realizados con muestras de todas las regiones de Brasil, incluyendo uno de la Universidad Católica de Brasilia de 2009, concluyeron que la mayor contribución a la ascendencia de los brasileños es la europea, con una presencia en al menos el 80% de población. Llegando en la región sur al 90%. Esto con independencia de las características físicas de la persona, tales como el color de piel, ojos o cabello. En un estudio de 2011, sobre casi mil muestras de los principales grupos raciales («blancos», «pardos» y «negros», según sus respectivas proporciones) de todo el país, se concluyó que la ascendencia dominante es la europea, seguida de la africana y, por último, la nativo americana.
En las poblaciones urbanas se observa una mezcla de orígenes, mostrando una mayor variación dentro de la misma población que entre ellas. La ascendencia europea es la prevalente en todas las áreas y presenta un gradiente creciente de norte a sur. A su vez, las poblaciones del norte presentan una proporción significativa de ascendencia americana que es aproximadamente dos veces mayor que la contribución africana.
| Región              | Lins et al. (2009) | Lins et al. (2009) | Lins et al. (2009) | Rodrigues de Moura (2015) | Rodrigues de Moura (2015) | Rodrigues de Moura (2015) |
| Región              | Europea            | Africana           | Americana          | Europea                   | Africana                  | Americana                 |
| ------------------- | ------------------ | ------------------ | ------------------ | ------------------------- | ------------------------- | ------------------------- |
| Región norte        | 51%                | 17%                | 32%                | 51%                       | 16%                       | 32%                       |
| Región nordeste     | 56%                | 28%                | 16%                | 58%                       | 27%                       | 15%                       |
| Región centro-oeste | 58%                | 26%                | 16%                | 64%                       | 24%                       | 12%                       |
| Región sudeste      | 61%                | 27%                | 12%                | 67%                       | 23%                       | 10%                       |
| Región sur          | 74%                | 15%                | 11%                | 77%                       | 12%                       | 11%                       |

### ADN mitocondrial y cromosoma Y
Un estudio publicado en el año 2000, donde se analizó el ADN mitocondrial de brasileños autodefinidos como «blancos» originarios de cuatro de las cinco regiones, encontró 247 linajes diferentes de 170 haplotipos, todos ellos pertenecientes a haplogrupos previamente conocidos. De ellos, 82 linajes corresponden a nativo americanos o asiáticos, 69 son de origen africano y 96, europeos. Sin embargo la distribución no es uniforme. En la región norte predominan los linajes nativo americanos, en el noreste predomina el africano y en el sur, el europeo.
La segunda parte del estudio analizó únicamente el cromosoma Y con el fin de determinar el origen patrilineal. El mismo encontró un 97% de origen europeo, un 2,5% de origen africano, un 0,5% de origen coreano o japonés y ninguno de origen nativo americano. No se observaron diferencias según el estrato socioeconómico, ya que los individuos de clase baja rural mostraron las mismas proporciones que aquellos pertenecientes a las clases media y media alta. De esto se deduce que en el sociedad brasileña hubo un fuerte cruce entre hombres y mujeres de diferentes orígenes.